# البنك الأهلي الأردني
البنك الأهلي الأردني بنك أردني تأسس في عمّان عام 1955، ويعتبر أول بنك أردنيّ النشأة. وكان رأس المال الأولي عند التأسيس : 350,000 دينار. اليوم، للبنك حضور إقليمي في فلسطين، قبرص، و19 % حصة في JIB (لندن) وكان له حضور إقليمي سابق في لبنان.

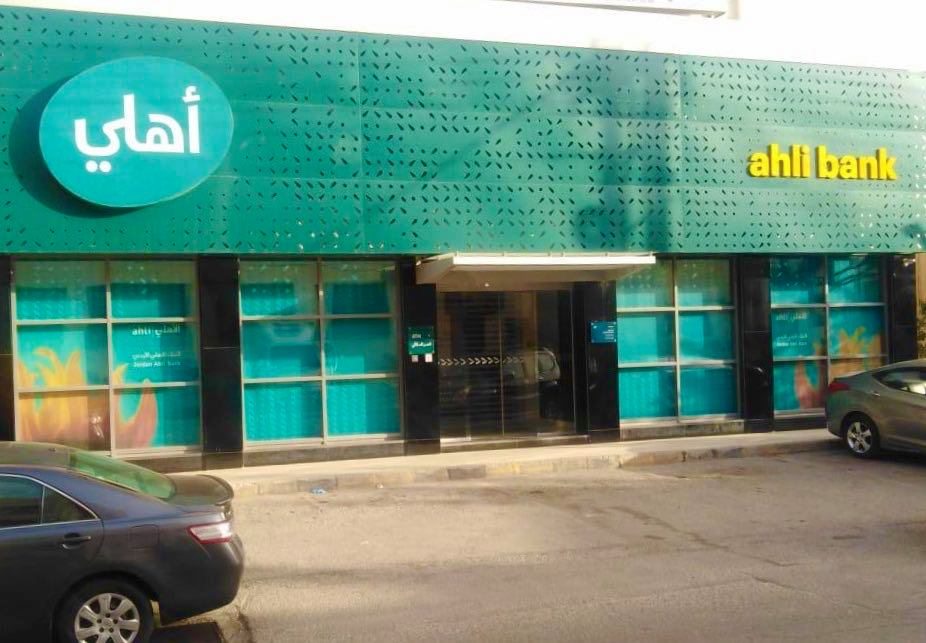
واجهة أحد فروع البنك الأهلي الأردني

يقوم البنك الاهلي الأردني بدور رائد في مجال خدمة الافرادوالاقتصاد الوطني ككل فهو ليس مجرد مؤسسة مالية تهدف إلى الربح بل هو مؤسسة تهدف إلى رفع الوعي الادخاري لدى المواطن الأردني ويعتبر البنك الاهلي الأردني من أوائل المؤسسات المالية في الأردن بل هو أول بنك أردني الاصل ومنذ أكثر من خمسين عام لا زال البنك الاهلي الأردني يخدم الافراد والشركات ويرقى بالاقتصاد الوطني مع مجموعة من البنوك الأخرى
حيث ان الثقافة الادخارية لا تزال ضعيفة.

## الاهداف
لحَاملي الأسهم: أعلى العوائد المتنامية.
للموظفين والإدارةِ: حياة مهنية مستقرة ومنتجة، ومكافآت مجزية.
للعملاءِ: منتجات مصرفية جديدة على نطاق واسع، خدمة مميزة وأسعار معتدلة.
للمجتمعِ: مساهمة فاعلة في التنمية الاقتصادية والاجتماعية والثفافية.
للمنظمين: الجدارة، والامانة، والتطابق مع بازل 2

## الرؤية
- المرحلة الأولى: واحدة من أكبر المجموعات المالية في الأردن واكثرها ربحية. "أكثر من مجرد بنك"
- المرحلة الثانية: مؤسسة مالية قيادية معترفاً بها في الشرق الأوسط. "أكثر من مجرد مؤسسة أردنية"
- المرحلة الثالثةِ: لاعباً مصرفياً رئيسياً على المستوى العالمي. "أكثر من مجرد مؤسسة شرق أوسطية"